# Daniel Pinillos
Daniel Pinillos González (Logroño, 22 ottobre 1992) è un calciatore spagnolo, difensore svincolato.

## Carriera

### I primi anni
Pinillos, nato a Logroño, nella provincia autonoma di La Rioja, iniziò a giocare a calcio nelle giovanili Logroñés CF', firmando il suo primo contratto da professionista con il Racing de Santander nel Luglio 2010. Pinillos fece il suo debutto tra i professionisti con la maglia del Racing de Santander B nella stagione 2010-11 di Tercera División.
Il 9 Luglio 2013 firma un contratto con l'Ourense, anch'esso militante nella terza divisione spagnola. Nella sua stagione in Galizia, Pinillos prende parte a 21 partite con la maglia rosso-blu.

### Córdoba
Il 30 Gennaio 2014 Pinillos passa al Córdoba B, squadra militante anch'essa in Tercera División, riuscendo anche a debuttare in prima squadra il 2 Marzo 2014, partendo titolare nella vittoria per 0-1 contro il Girona in una gara valida per il campionato di Segunda División. Il 18 Luglio, dopo aver giocato 16 partite durante la stagione 2013-14, Pinillos rinnova il suo contratto con il club andaluso, la cui prima squadra è stata promossa nella Liga.
Pinillos fece il suo debutto nella massima serie spagnola il 25 Agosto 2014, partendo titolare e prendendo un cartellino giallo nella partita persa per 0-2 contro il Real Madrid. Il 22 Marzo 2015, Pinillos viene espulso nel finale della partita persa per 1-3 contro il Real Sociedad per aver offeso il guardalinee, venendo poi successivamente squalificato per quattro giornate.
L'11 Giugno, dopo la retrocessione, il contratto di Pinillos venne rescisso dai Verdiblancos.

### Nottingham Forest
A Luglio 2015, Pinillos prese parte ad un provino del Nottingham Forest, club della Championship inglese, firmando il 30 Luglio un contratto biennale con il club di Nottingham. Pinillos debuttò con la maglia dei Reds il 22 Agosto 2015, nel pareggio per 1-1 contro il Bolton Wanderers, stabilendosi successivamente come titolare per il ruolo di terzino sinistro.